# Герб Челябинской области
Герб Челябинской области — официальный символ Челябинской области Российской Федерации, постановление о гербе принято 27 декабря 2001 года (сам закон о гербе принят 8 января 2002 года). Герб внесён в Государственный геральдический регистр Российской Федерации под регистрационным номером 897.
Существуют три равнодопустимых версии герба области: полный герб области, средний герб области (без двух лент ордена Ленина), малый герб области (без золотой земельной короны и двух лент ордена Ленина).
Авторская группа — идея герба: Константин Мочёнов (Химки); художник: Роберт Маланичев (Москва); обоснование символики: Галина Туник (Москва); компьютерный дизайн: Сергей Исаев (Москва).

## Описание и обоснование символики
Геральдическое описание (блазон) гласит:
В червлёном (красном) поле навьюченный серебряный двугорбый верблюд с золотой поклажей. Щит увенчан золотой земельной короной и окружён двумя лентами ордена Ленина
Герб области составлен на основе исторического герба Исетской провинции, на землях которой расположена территория современной Челябинской области.
- Основной фигурой герба области является навьюченный серебряный двугорбый верблюд с золотой поклажей — выносливое и благородное животное, внушающее почтение и аллегорически показывающее мудрость, долголетие, память, верность, терпение.
- Червлёный (красный) цвет поля герба — цвет жизни, милосердия и любви — символизирует мужество, силу, огонь, чувства, красоту, здоровье. Красный цвет поля одновременно созвучен труду металлургов, машиностроителей, литейщиков и энергетиков, основные технологические процессы которого связаны с тепловыми реакциями. Это дополняет содержание герба области как промышленно развитого региона.
- Золото — символ могущества, знатности, постоянства, прочности, богатства, надежды, интеллекта и солнечного света. Золото в гербе аллегорично показывает уникальную южноуральскую природу, неисчерпаемое богатство недр области
- Серебро служит символом благородства, чистоты, справедливости, великодушия.
- Историческая земельная корона указывает на статус Челябинской области как субъекта Российской Федерации.
- Две ленты ордена Ленина, которым Челябинская область награждена в 1956 и 1970 годах, показывают заслуги области[2].

## История
В 1737—1781 годах существовала Исетская провинция Сибирской губернии (в 1744–81 входила в Оренбургскую губернию). В 1737 году В.Н. Татищев составил два проекта герба Исетской провинции: «В чёрном поле стена каменная белая в знак утверждения сей страны новопостроенными крепостями, к той стене прикован пёс в знак покорения башкир»; «В чёрном поле белой палисад, перед которым к приколу привязан верблюд, значит то же, над щитом та же корона татарская или графская, а над нею верблюжья голова». Императрица одобрила второй вариант, который по её указанию был значительно изменён. Утверждённый герб действовал до 1781 года. В Челябинской анкете, составленной по просьбе Петербургской академии наук, в 1761 году, написано: «А герб хотя и есть, токмо не на одну ту Челябинскую крепость, но состоящий и на всю Исецкую провинцию; для оной Исецкой провинциальной канцелярии только печати, а знаменует: в щиту стоящего верблюда, а около того щита по сторонам знак воинского оружия и знамёна, а сверх щита государственная корона, а около короны и оружия вокруг надпись такова: „Ея императорского величества печать Исецкой, или Зауральской провинции“». В 1782 году верблюд стал изображаться на гербе Челябинска, но уже в другом значении: «в знак того, что в сей город оных [верблюдов] довольно с товарами привозят». 
17 января 1934 года образована Челябинская область, в советское время не имевшая герба. 15 февраля 1996 года областная Дума объявила конкурс на создание герба, флага и гимна области. Несколько туров конкурса не выявили победителей. Постановлением Законодательного собрания Челябинской области от 28 декабря 1999 года №727 «Об итогах открытого конкурса по созданию официальных символов Челябинской области (герба и флага)» победителем конкурса по созданию герба и флага области был признан Вячеслав Викторович Старцев. Описание герба: «В червлёном поле идущий золотой крылатый лев с головой гончего пса (симаргл), держащий за клинок таковой же меч остриём вниз, и оконечность червлёно-золотого столбчатого беличьего меха. Щит увенчан золотой российской земельной короной; щитодержатели — два золотых соболя, стоящие на таковых же скалах, поверх которых положена лента Ордена Ленина». Симаргл символизировал мужество, веру и преданность. Символика цветов: белый — чистота и мир, красный — сила и власть, золотой — символ богатства края. Образ симаргла восходит к индоевропейской мифологии и, по мнению специалистов, отражает особенности области, в которой проживает более ста представителей различных национальностей и народностей. Меч в правой лапе семаргла свидетельствует об оборонном значении экономики края. Красный цвет щита символизирует мужество и олицетворяет боевые заслуги южноуральцев перед Отечеством. Щит увенчан золотой ранговой короной, соответствующей статусу Челябинской области — субъекта Российской Федерации. Подножие в виде скал указывает на то, что по территории области проходит граница Европы и Азии.
Проект данного герба был одобрен Геральдическим Советом при Президенте РФ, но впоследствии отозван администрацией Челябинской области вопреки рекомендации Геральдического совета. В области данный герб подвергался критике, его противники призывали на гербе области изобразить верблюда; существовали и сторонники герба с симарглом. В результате администрация Челябинской области решила взять за основу областного герба герб города Челябинска и проект герба Исетской провинции (разработки Татищева), где основной фигурой является верблюд. Геральдический совет при Президенте РФ в лице государственного герольдмейстера напротив призывал не путать город и территорию и не спешить выводить символ большего из меньшего.
На протяжении 1990-х годов существовало несколько не принятых официально гербов области. Так, известен проект герба Челябинской области 1996 года, выполненный Уральской геральдической ассоциацией. Этот герб прошёл предварительную экспертизу в Геральдическом Совете при Президенте РФ, но в результате не был утвержден региональными властями. В качестве проекта герба области рассматривался герб Челябинска с «губернским» обрамлением. Такой вариант был предложен В. Богдановским, директором творческого объединения «Каменный пояс», и некоторое время использовался для оформления представительской продукции администрации области.
Постановлением Законодательного собрания №232 от 30 августа 2001 года все предыдущие документы о конкурсе были объявлены утратившими силу, и вновь объявлен конкурс. В итоговом документе, принятом законодателями 20 д, «конкурс по созданию герба и флага признан не состоявшимся, конкурс по созданию официальных символов Челябинской области законченным». Но уже через неделю, 27 декабря 2001 года, депутаты областного Законодательного собрания утвердили новые герб и флаг области.

## Комментарии
1. ↑  Симаргл в проекте Старцева появился в результате ошибки. Изображение Симаргла взято художником из «Археологии СССР» академика Б.А. Рыбакова и ошибочно приписано древнему Аркаиму. На самом деле прототип проекта герба — бронзовая иранская бляха, найденная на мысе Ялпинг-Нел в Нижнем Приобье (ныне хранится в Тобольском музее).
Геннадий Зданович, профессор, в 1998 году директор специализированного природно-ландшафтного и историко-археологического центра «Аркаим»: «Никаких амулетов с изображением фантастического животного с туловищем и лапами льва, головой собаки и крыльями птицы при исследовании укреплённого поселения Аркаим и его могильника не найдено. Не были обнаружены подобные амулеты и при исследовании памятников Страны городов». Александр Таиров, кандидат исторических наук, доцент кафедры археологии и этнографии Челябинского государственного университета: «При раскопках археологических памятников в Аркаимской долине, в том числе и укреплённого поселения эпохи бронзы Аркаим, изображений крылатой собаки (симаргла, сенмурва) не найдено. Следует также заметить, что на Южном Урале в памятниках II I тысячелетий до нашей эры вообще не найдено ни одного изображения крылатой собаки или крылатого волка»[6].